# Karel Bořivoj Presl
Karel Bořivoj Presl (n. 17 februarie 1794 - d. 2 octombrie 1852) a fost un botanist ceh. A fost profesor la Universitatea din Praga. În 1817 a întreprins o expediție în Sicilia, iar din 1822 a lucrat ca custode la Muzeul de Științe Naturale din Praga. A fost fratele mai mic al botanistului Jan Svatopluk Presl (1791-1849), cu care a colaborat. În memoria celor doi savanți, revista Societății botanice cehe a fost intitulată Preslia.

## Lucrări
- Flora Czechica